# Malcoha bec de corall
La malcoha bec de corall (Taccocua leschenaultii) és una espècie d'ocell de la família dels cucúlids (Cuculidae) i única espècie del gènere Taccoua Lesson, R, 1830, si bé s'ha situat al gènere Phaenicophaeus. Habita estepes i semideserts del Pakistan i l'Índia.